# 阿瓦拉尔战役
阿瓦拉尔战役是公元451年6月2日在瓦斯普拉坎阿瓦拉尔平原在瓦尔丹·马米科尼扬领导下的亚美尼亚基督教军队和萨珊王朝波斯军队之间的战役，是基督教历史上首次保卫信仰之战。虽然波斯人在战场上取胜，但亚美尼亚人获得了战略上的胜利，双方最终于484年签订条约，确认了亚美尼亚人信仰基督教的自由。战役被认为是亚美尼亚历史上最重要的事件之一，战役指挥者马米科尼扬被视为亚美尼亚民族英雄。